# Spiel des Jahres

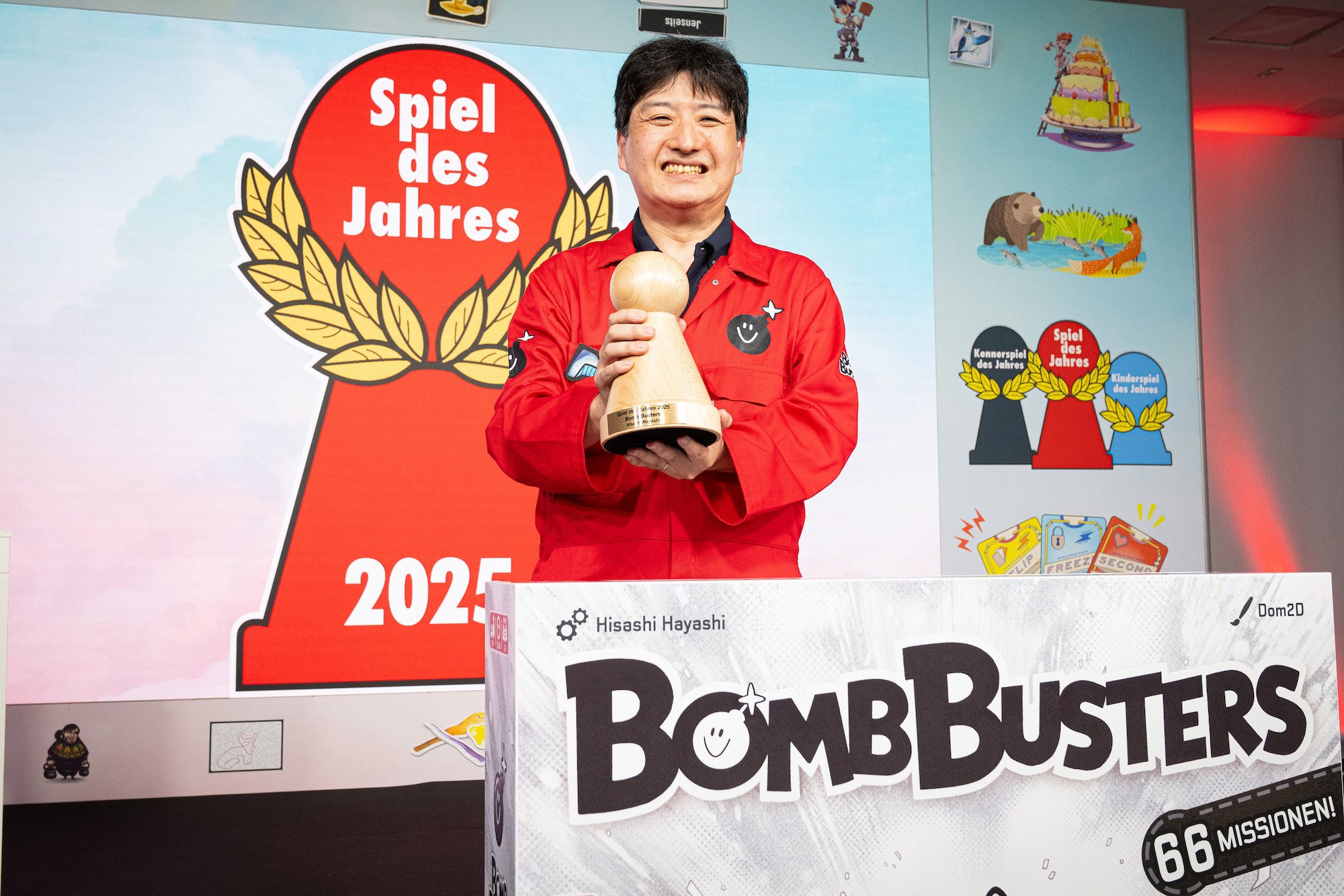
Hisashi Hayashi, Autor von Bomb Busters, dem Spiel des Jahres 2025

Der Kritikerpreis Spiel des Jahres ist ein vom Verein Spiel des Jahres e. V. seit 1979 vergebener Spielepreis für deutschsprachige Brett- und Kartenspiel-Neuheiten. Er gilt als die weltweit bedeutendste Auszeichnung für nicht-elektronische Spiele, als „Oscar für Brettspiele“. Die Siedler von Catan und Carcassonne sind mit ihren Millionenauflagen die beiden populärsten Titel, die diesen Preis erhalten haben. Seit 2001 wird auch das Kinderspiel des Jahres ausgezeichnet. Seit 2011 vergibt die Jury einen dritten Hauptpreis Kennerspiel des Jahres. Er richtet sich an Spieler, „die schon längere Zeit spielen und Erfahrung beim Erlernen neuer Spiele mitbringen“.

## Jury
Der Preis wird vom Spiel des Jahres e. V. vergeben, dessen Mitglieder als Spielekritiker für deutschsprachige Medien tätig sind. 14 der zur Zeit 15 stimmberechtigten Vereinsmitglieder gehören der Jury für das Spiel und das Kennerspiel des Jahres an, drei sind Mitglieder der Kinderspiel-Jury. Außerdem gibt es drei beratende Vereinsmitglieder. Über neue Jurymitglieder entscheidet die Vereinsversammlung. Vorsitzender des Vereins ist seit 2018 der Duisburger Fachjournalist Harald Schrapers, freier Mitarbeiter der Spielbox. Sprecherin ist seit 2024 die Spiegel-Redakteurin Maren Hoffmann, die ebenfalls für das Fachmagazin Spielbox schreibt. Gründungssitz des Vereins ist Nürnberg, die Geschäftsstelle befindet sich in Kerpen bei Köln.

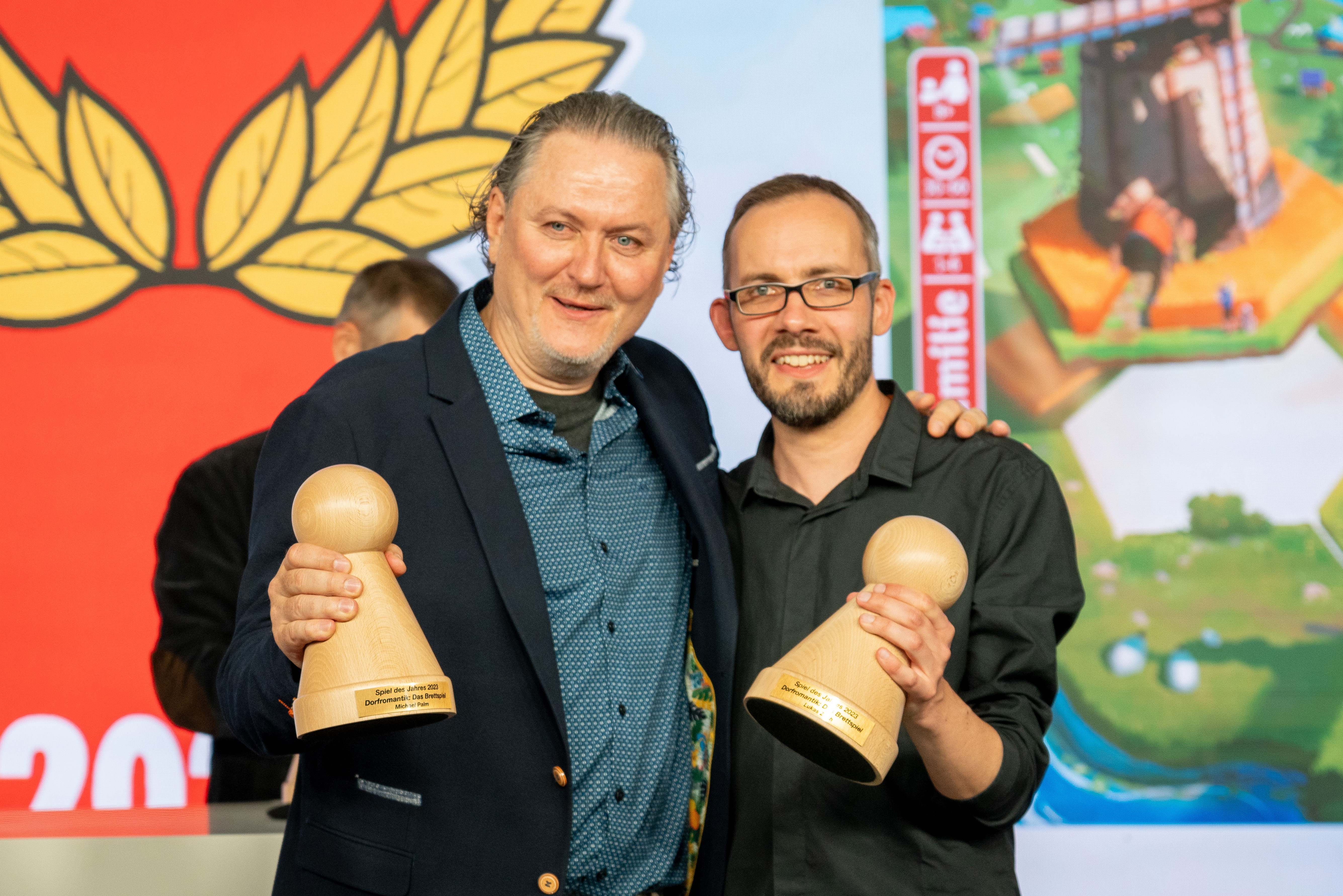
Michael Palm und Lukas Zach, Autoren des Spiels des Jahres 2023 Dorfromantik

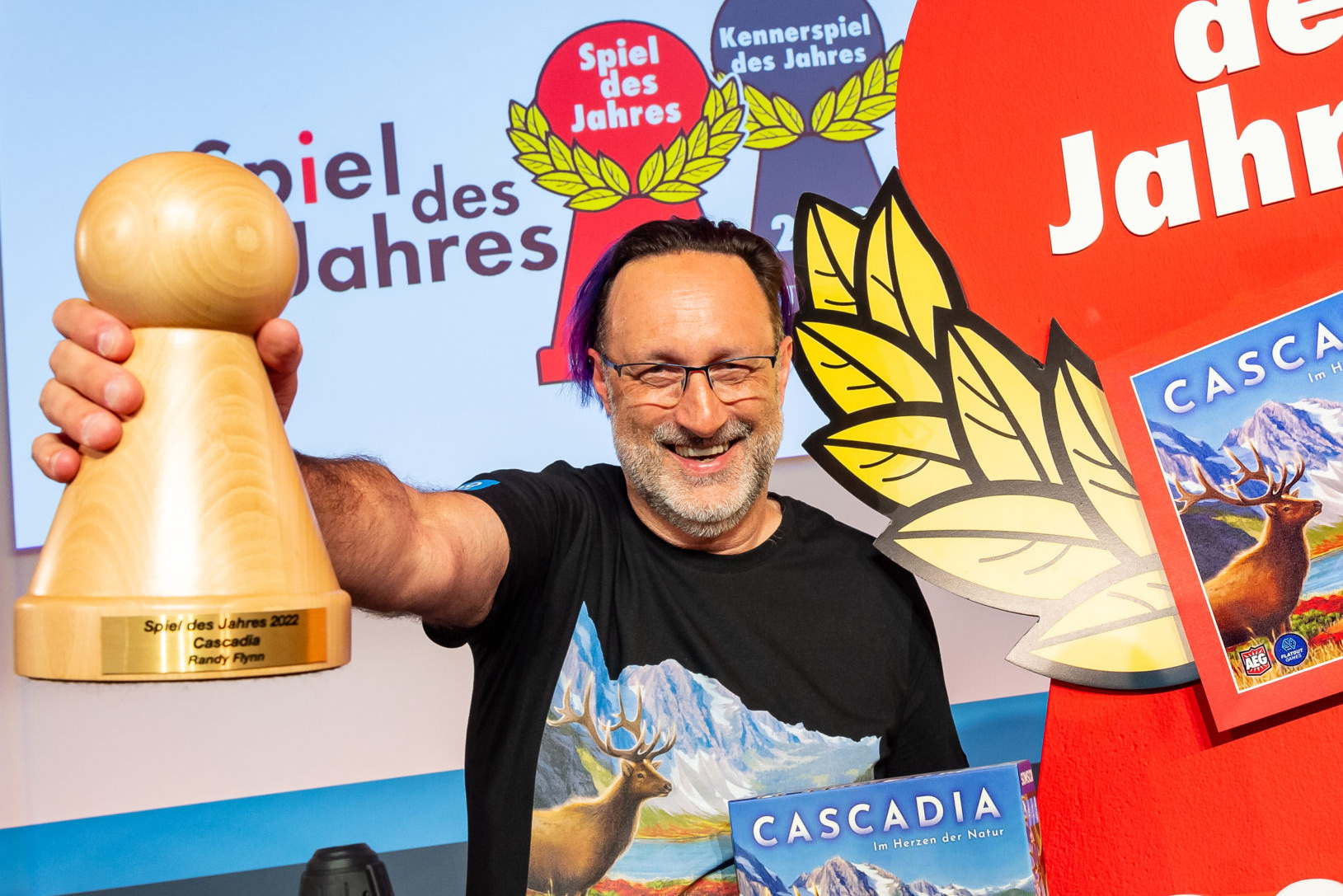
Randy Flynn, Autor von Cascadia, dem Spiel des Jahres 2022

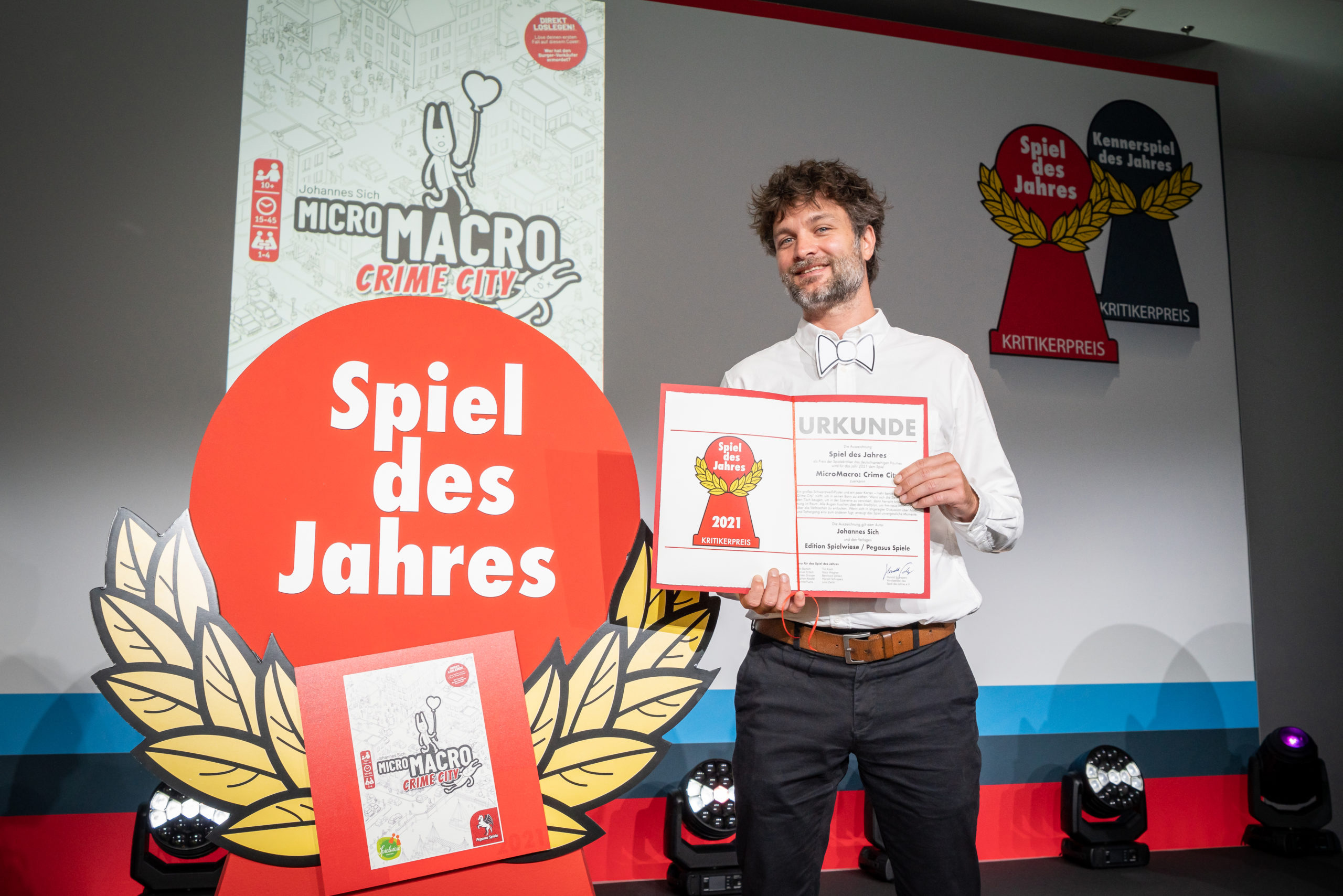
Johannes Sich, Autor von MicroMacro, dem Spiel des Jahres 2021

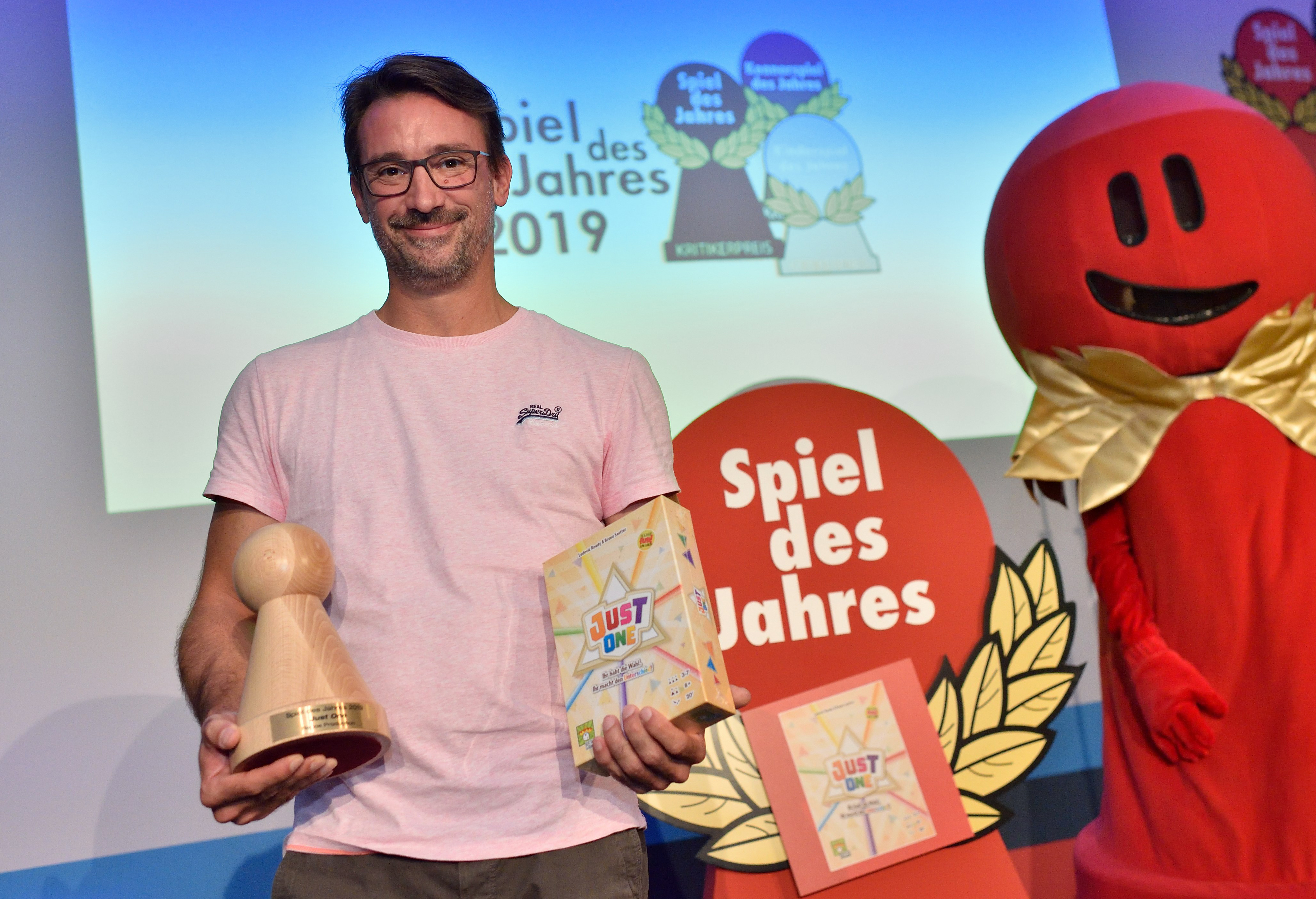
Bruno Sautter, Autor von Just One, dem Spiel des Jahres 2019

Die Geschichte des Spiels des Jahres geht auf 1978 zurück, als der WDR-Journalist Jürgen Herz gemeinsam mit weiteren Spielekritikern die Initiative für die Vereinsgründung ergriff. „Eine Legitimation hatten die Acht der ersten Stunde nicht: ein klassischer Selbstschöpfungsakt. Es  brauchte ein Jahr, um den Gedanken in eine konkrete Form zu gießen“, schreibt die Spielbox. Die erste Preisverleihung fand 1979 mit finanzieller Unterstützung des Bundesfamilienministeriums unter Schirmherrschaft der Ministerin Antje Huber im „Haus der Erwachsenenbildung“ der Volkshochschule Essen statt. Damit sei das Spiel des Jahres indirekt für die Gründung der Essener Spiel verantwortlich, schreibt der britische Journalist James Wallis. Denn es seien immer mehr Leute gekommen und blieben ein oder zwei Tage, um Spiele zu spielen und sich mit Freunden zu treffen. 1983 sei aus dem jährlichen Treffen ein formales Event geworden, so Wallis. Damals fanden erstmals die Deutschen Spielertage in der Essener Volkshochschule als Lesertreffen der im Courir-Verlag erscheinenden Spielbox statt, dem Vorläufer der heutigen Spiel Essen als weltgrößter Publikumsmesse für Brett- und Kartenspiele.
Seit 1996 wird das Gewinnerspiel jeweils im Juli eines Jahres auf einer Preisverleihung in Berlin verkündet und dort die Auszeichnung an den Autor und die Verlagsverantwortlichen überreicht.
In eine Krise geriet der Verein 2001, als drei Mitglieder der Jury zurücktraten, weil sie die enge Kooperation zwischen der Jury und dem von einem Jurymitglied geleiteten Deutschen Spiele-Archiv als problematisch ansahen. Sie befürchteten, dass die Arbeit des Archivs zwingend darauf angewiesen sei, dass die Jury jährlich sechsstellige Lizenzeinnahmen erwirtschafte. Darüber hinaus gab es inhaltliche Differenzen: Die drei Mitglieder waren mit dem Kurs der Jurymehrheit, die Spieleverlage dazu aufzurufen, eine „neue Art von Publikumsnähe“ zu suchen und Spiele mit einfachen Regeln und einfachem Einstieg zu entwickeln, nicht einverstanden. Außerdem äußerten die ausgetretenen Juroren den Verdacht, dass den zumeist älteren Jurymitgliedern die Kompetenz fehle, die aktuellen Neuheiten sachkundig zu bewerten. In den Folgejahren hat die Jury eine Erneuerung durchgemacht, die – nach dem plötzlichen Rücktritt des damaligen Vorsitzenden Uwe Petersen – in der Wahl von Stefan Ducksch zum Jury-Sprecher im Jahr 2006 gipfelte.
Die Entscheidungen der Jury haben einen großen Einfluss auf den Brettspielemarkt. Die Bekanntheit der Auszeichnung führe dazu, dass sich vom prämierten Spiel innerhalb eines Jahres zumeist mehr als 300.000 Exemplare verkaufen lassen, schreibt die Süddeutsche Zeitung. Das bedeutet jeweils mindestens eine Verzehnfachung der ursprünglichen Auflage des Spiels. Es gebe wohl keinen anderen Preis, „der eine derart durchschlagende wirtschaftliche Wirkung hat“, so die FAS.
Die ausgezeichneten Spiele dürfen einen roten Pöppel (der auch als Halmakegel bezeichnet wird) tragen, das Kinderspiel einen blauen Pöppel und das Kennerspiel einen anthrazitfarbenen Pöppel. Für die Verwendung dieses Logos erhebt der Spiel des Jahres e. V. eine Lizenzgebühr, die sich an der Zahl der verkauften Spiele bemisst. Nominierte Spiele, für die der halbe Satz gilt, dürfen maximal drei Jahre das Logo tragen, Hauptpreisträger unbegrenzt.
Die Mitglieder des Spiel des Jahres e. V. arbeiten ehrenamtlich. Die Vereinseinnahmen kommen in erster Linie der Öffentlichkeitsarbeit für das Spiel im Allgemeinen und für die ausgezeichneten Spiele im Besonderen zugute. Dazu gehören Messestände, bei denen Besucher firmenunabhängig beraten werden, ein jährliches Spieleautorenstipendium, die Initiative Spielend gesund werden an Kinderkliniken sowie die Initiative Spielend für Toleranz. Auch das Deutsche Spielearchiv profitierte viele Jahre von den Lizenzeinnahmen. Seit 2012 gibt es ein Förderprogramm für „Projekte, die die Stellung des Spiels als Kulturgut in der Gesellschaft stärken“, in dessen Rahmen bis einschließlich 2025 insgesamt 947 Projekte mit etwa 787.000 Euro gefördert wurden. Außerdem finanziert der Verein an der Universität Konstanz Wissenschafterstellen, die sich mit Spielen beschäftigen, und fördert gemeinsam mit den Museen der Stadt Nürnberg ein Projekt, das die Entwicklung des Brettspiels zum weltweit anerkannten deutschen Autorenspiel erforscht und nachzeichnet.

## Wahlverfahren

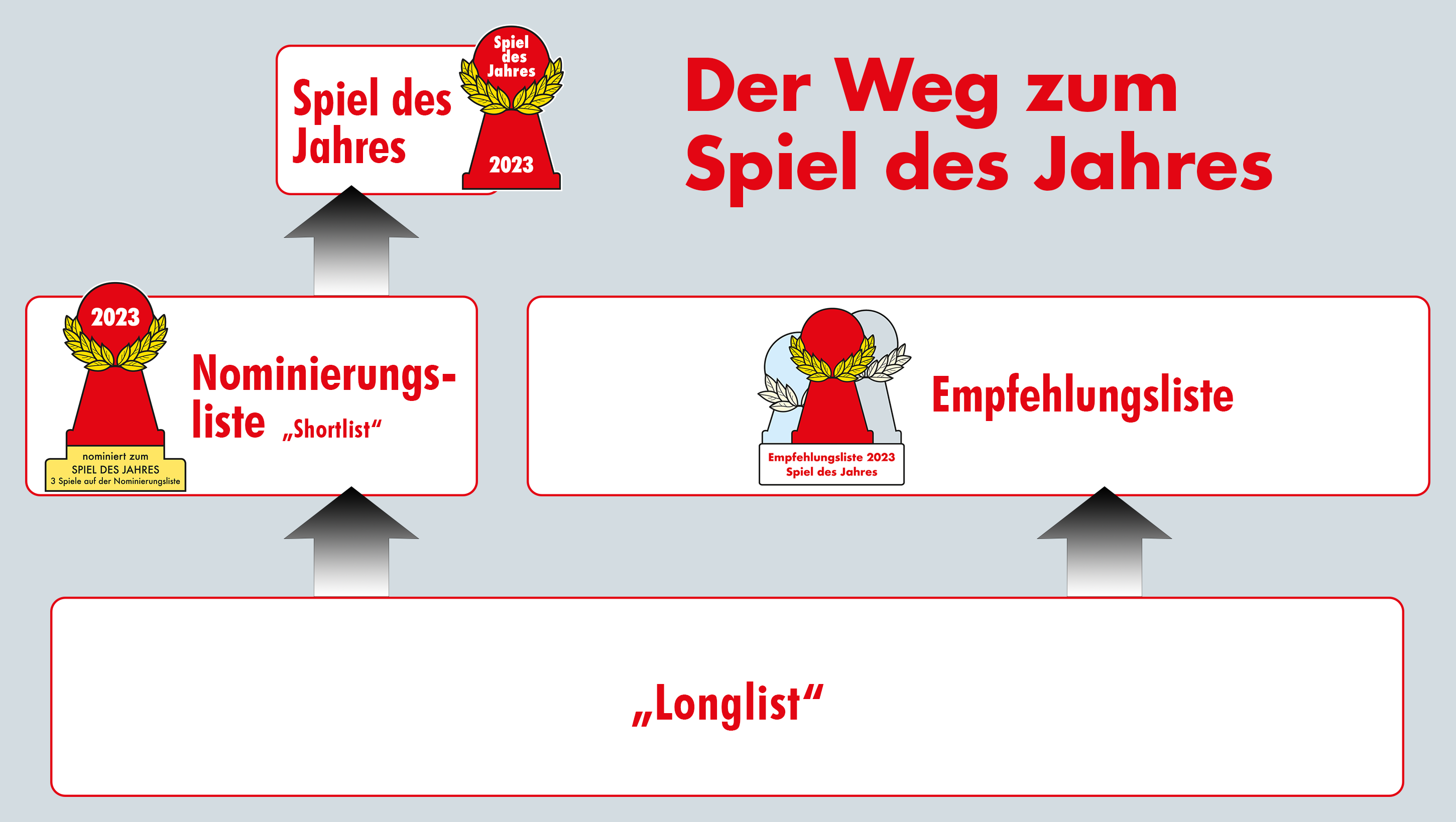
Auswahlverfahren

Bis 1998 stellte die Jury zunächst eine Nominierungsliste auf, die zwischen fünf und zwölf Titel umfasste. Aus diesen Spielen wurde dann ein Spiel als Spiel des Jahres ausgewählt, die übrigen nominierten Spiele wurden mit einem Platz auf der Auswahlliste Spiel des Jahres ausgezeichnet. Zwischen 1999 und 2003 wurde als erstes eine Auswahlliste mit bis zu 13 Spielen erstellt, die Liste für das Kinderspiel (seit 2001) umfasste bis zu acht Spiele. Jeweils drei dieser Titel wurden für den Hauptpreis nominiert, einer davon zum Sieger gekürt. Seit 2004 gibt es keine Auswahllisten mehr. Stattdessen gibt es eine Nominierungsliste, die je fünf Titel für das Spiel und das Kinderspiel umfasste. Seit 2011 gibt es jeweils drei nominierte Spiele für das Spiel des Jahres, Kinderspiel des Jahres und das neu eingeführte Kennerspiel des Jahres. Zusätzlich werden seit 2004 Empfehlungslisten veröffentlicht.
Prämiert werden Spiele des aktuellen Jahrgangs, das heißt in der Regel Titel, die zwischen April des Vorjahres und März des laufenden Jahres erschienen sind. Die Spiele müssen deutschsprachig und im Einzelhandel erhältlich sein. Maßgebend für die Bewertung sind Spielidee, Spielregel sowie Aufmachung und Funktionalität des Spieles und des Materials. „Am Ende zählt immer der gesamte Eindruck, das Spielgefühl, das kaum zerlegt werden kann in einzelne, messbare Teile.“ „Die Spiel des Jahres-Jury zeichnet das beste Spiel aus. Wohlwissend, dass es das objektiv beste Spiel gar nicht gibt, weil das morgens nach dem Sonntagsfrühstück und abends nach dem zweiten Bier ein anderes wäre. Mal habe ich drei Leute am Tisch, mal fünf, mal eher Spiel-Erfahrene, mal sind Kinder dabei“, schreibt Harald Schrapers. Neben den Hauptpreisen kann die Jury Sonderpreise vergeben.
Über das Spiel und das Kennerspiel des Jahres entscheidet eine Jury, der seit August 2024 14 Spielekritiker angehören. Die Kinderspiel-Jury setzt sich aus drei Vereinsmitgliedern, die als Spielekritiker tätig sind, und vier Beiräten zusammen, die im Rahmen ihres beruflichen Engagements in Kitas, Krippen und Schulen oder als Ludothekar mit Brettspielen beschäftigt sind. Die Beiratstätigkeit wird seit 2019 öffentlich ausgeschrieben.

## Aktuelle Jurymitglieder
- Udo Bartsch, seit 2007

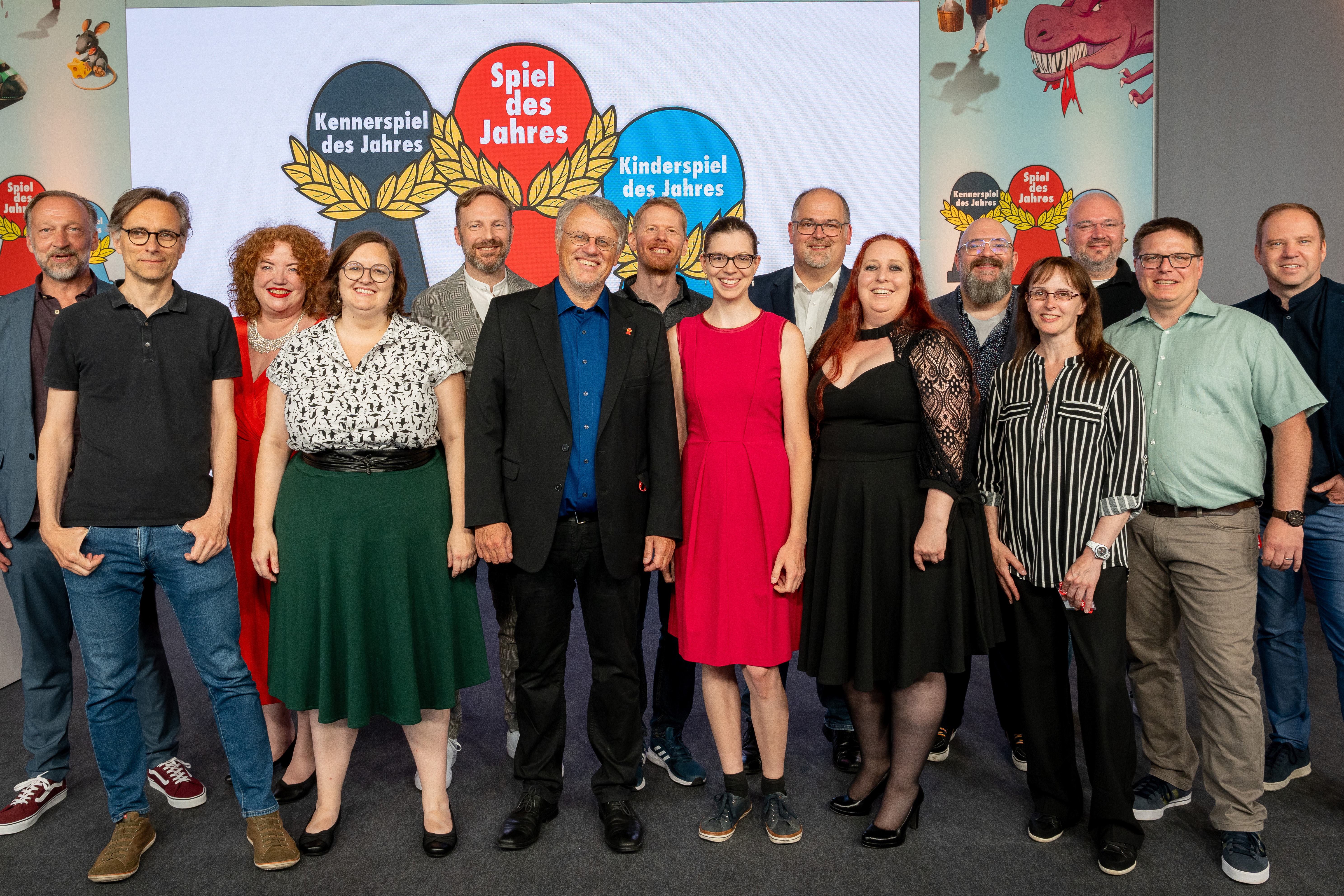
Vereinsmitglieder 2023: Stefan Gohlisch, Udo Bartsch, Maren Hoffmann, Jo France, Manuel Fritsch, Harald Schrapers (Vorsitzender), Stephan Kessler, Julia Zerlik, Tim Koch, Martina Fuchs, Christoph Schlewinski (stv. Vorsitzender), Michaela Poignée, Nico Wagner, Tobias Franke, Karsten Grosser

- Johanna France, seit 2021 (auch Jury zum Kinderspiel des Jahres)
- Tobias Franke, seit 2023
- Manuel Fritsch, seit 2019
- Martina Fuchs, seit 2020
- Stefan Gohlisch, seit 2012 (Jury zum Kinderspiel des Jahres)
- Karsten Grosser, seit 2009
- Maren Hoffmann, seit 2022
- Stephan Kessler, seit 2019
- Tim Koch, seit 2017
- Michaela Poignée, seit 2023
- Christoph Schlewinski, seit 2016 (auch Jury zum Kinderspiel des Jahres)
- Harald Schrapers, seit 2017
- Nico Wagner, seit 2020
- Julia Zerlik, seit 2018

Der Jury für das Kinderspiel des Jahres gehören zudem vier Beiräte an.

## Ehemalige Mitglieder der Jury (Auswahl)
Immer wieder waren bekannte (Fach-)Journalisten Mitglieder der Jury, so unter anderem:
- Jochen Corts, 1979–2004
- Stefan Ducksch, 2003–10 und 2013–15
- Synes Ernst, 1982–2007
- Tom Felber, 2000–08 und 2010–18
- Andreas Haaß, 2008–2013
- Walter Luc Haas, 1978–1982
- Dieter Hasselblatt, 1979–1988
- Wieland Herold, 1995–2019
- Jürgen Herz, 1979–1988
- Dorothee Heß, 1989–2008
- Maren Hoffmann, seit 2022
- Michael Knopf, 1997–2001
- Sandra Lemberger, 2010–2020
- Bernhard Löhlein, 2003–2023
- Birgit Nößler, 2004–2013
- Gilbert Obermair, 1979–1980
- Edwin Ruschitzka, 1998–2001
- Bernward Thole, 1979–2004
- Tom Werneck, 1979–83 und 1987–2009

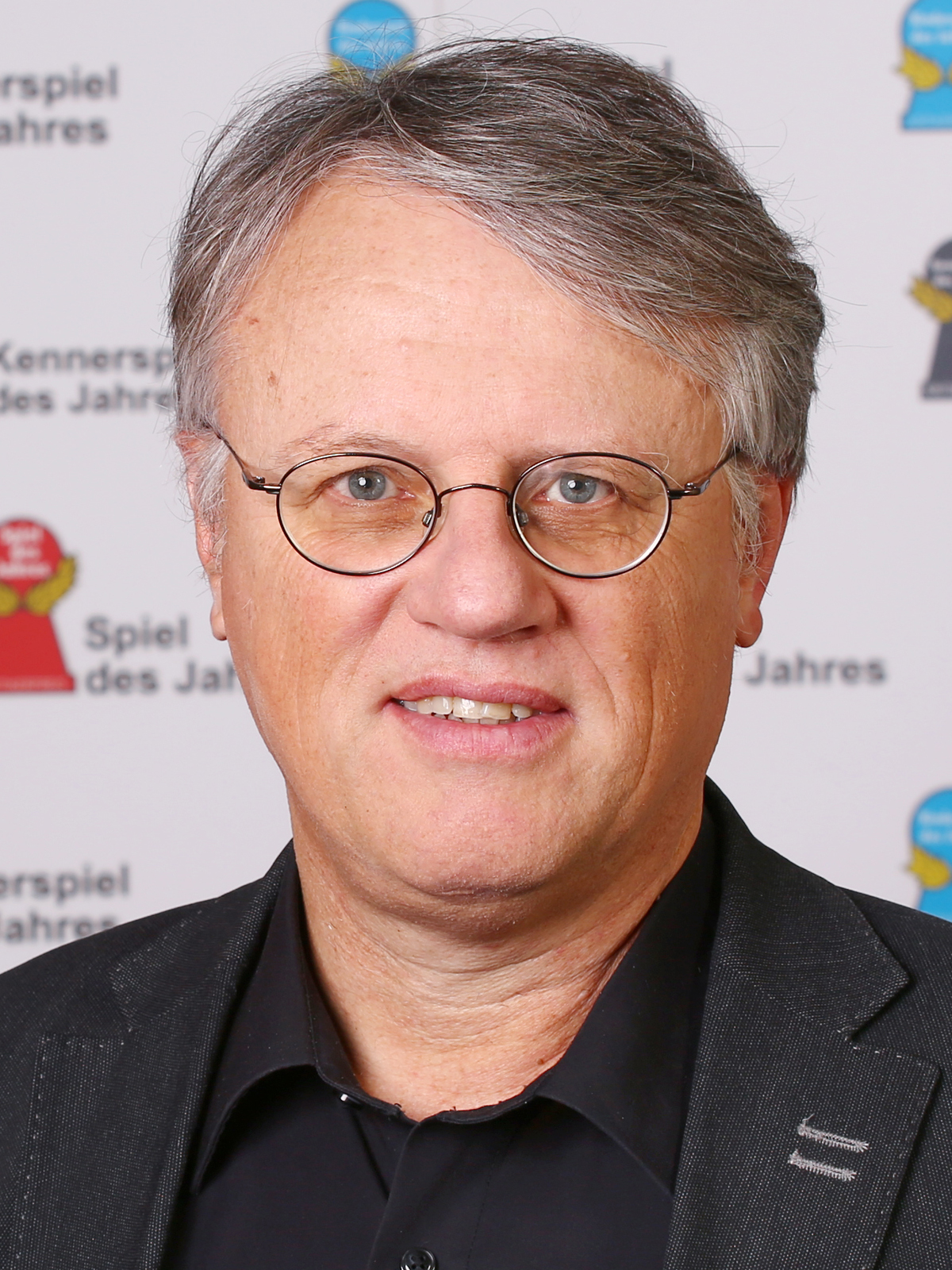
Harald Schrapers

## Vorsitzende des Vereins
- 1979–1994: Bernward Thole
- 1994–2004: Synes Ernst
- 2004–2006: Uwe Petersen
- 2006–2008: Stefan Ducksch
- 2008–2011: Bernhard Löhlein
- 2011–2018: Tom Felber
- seit 2018: Harald Schrapers

## Preisträger
Zur zwischen 1979 und 2003 veröffentlichten Auswahlliste siehe Spiel des Jahres – Auswahlliste, zur seit 2004 veröffentlichten Empfehlungsliste siehe Spiel des Jahres – Empfehlungsliste.

### Kritikerpreis Spiel des Jahres
| 1979 • 1980 • 1981 • 1982 • 1983 • 1984 • 1985 • 1986 • 1987 • 1988 • 1989 • 1990 • 1991 • 1992 • 1993 • 1994 • 1995 • 1996 • 1997 • 1998 • 1999 • 2000 • 2001 • 2002 • 2003 • 2004 • 2005 • 2006 • 2007 • 2008 • 2009 • 2010 • 2011 • 2012 • 2013 • 2014 • 2015 • 2016 • 2017 • 2018 • 2019 • 2020 • 2021 • 2022 • 2023 • 2024 • 2025 |

| Jahr | Preis    | Spiel                                               | Autor                                             | Verlag                                                                                            | Spieler- anzahl | Alter |
| ---- | -------- | --------------------------------------------------- | ------------------------------------------------- | ------------------------------------------------------------------------------------------------- | --------------- | ----- |
| 1979 | Gewinner | Hase und Igel                                       | David Parlett                                     | Ravensburger                                                                                      | 2–6             | ab 10 |
| 1980 | Gewinner | Rummikub                                            | Ephraim Hertzano                                  | Intelli/Arxon Neuauflage bei Jumbo                                                                | 2–4             | ab 07 |
| 1981 | Gewinner | Focus                                               | Sid Sackson                                       | Parker Neuauflage bei Kosmos                                                                      | 2–4             | ab 10 |
| 1982 | Gewinner | Sagaland                                            | Alex Randolph, Michel Matschoss                   | Ravensburger                                                                                      | 2–6             | ab 06 |
| 1983 | Gewinner | Scotland Yard                                       | Werner Schlegel u. a.                             | Ravensburger                                                                                      | 2–6             | ab 10 |
| 1984 | Gewinner | Dampfross                                           | David Watts                                       | Schmidt Neuauflage bei Laurin                                                                     | 2–6             | ab 12 |
| 1985 | Gewinner | Sherlock Holmes Criminal-Cabinet                    | Anthony Uruburu                                   | Franckh-Kosmos Neuauflage unter dem Namen Sherlock Holmes – Beratender Detektiv bei Space Cowboys | 1–6             | ab 12 |
| 1986 | Gewinner | Heimlich & Co.                                      | Wolfgang Kramer                                   | Ravensburger Neuauflage bei Amigo                                                                 | 2–6             | ab 08 |
| 1987 | Gewinner | Auf Achse                                           | Wolfgang Kramer                                   | F.X. Schmid Neuauflagen bei Ravensburger und Schmidt                                              | 2–6             | ab 08 |
| 1988 | Gewinner | Barbarossa und die Rätselmeister                    | Klaus Teuber                                      | ASS Neuauflage bei Catan                                                                          | 3–4             | ab 12 |
| 1989 | Gewinner | Café International                                  | Rudi Hoffmann                                     | Mattel Neuauflage bei Amigo                                                                       | 2–4             | ab 12 |
| 1990 | Gewinner | Adel verpflichtet                                   | Klaus Teuber                                      | F.X. Schmid Neuauflage bei Alea/Ravensburger                                                      | 2–5             | ab 12 |
| 1991 | Gewinner | Drunter & Drüber                                    | Klaus Teuber                                      | Hans im Glück                                                                                     | 2–4             | ab 09 |
| 1992 | Gewinner | Um Reifenbreite                                     | Rob Bontenbal                                     | Jumbo                                                                                             | 2–4             | ab 08 |
| 1993 | Gewinner | Bluff                                               | Richard Borg                                      | F.X. Schmid Neuauflage bei Ravensburger                                                           | 2–6             | ab 12 |
| 1994 | Gewinner | Manhattan                                           | Andreas Seyfarth                                  | Hans im Glück                                                                                     | 2–4             | ab 10 |
| 1995 | Gewinner | Die Siedler von Catan                               | Klaus Teuber                                      | Kosmos                                                                                            | 3–4             | ab 10 |
| 1996 | Gewinner | El Grande                                           | Wolfgang Kramer, Richard Ulrich                   | Hans im Glück                                                                                     | 2–5             | ab 12 |
| 1997 | Gewinner | Mississippi Queen                                   | Werner Hodel                                      | Goldsieber                                                                                        | 3–5             | ab 10 |
| 1998 | Gewinner | Elfenland                                           | Alan R. Moon                                      | Amigo                                                                                             | 2–6             | ab 10 |
| 1999 | Gewinner | Tikal                                               | Wolfgang Kramer, Michael Kiesling                 | Ravensburger Neuauflage bei Rio Grande                                                            | 2–4             | ab 10 |
| 1999 |          | Giganten                                            | Wilko Manz                                        | Kosmos                                                                                            | 3–4             | ab 10 |
| 1999 |          | Union Pacific                                       | Alan R. Moon                                      | Amigo                                                                                             | 2–6             | ab 12 |
| 2000 | Gewinner | Torres                                              | Wolfgang Kramer, Michael Kiesling                 | F.X. Schmid Neuauflage bei Huch!                                                                  | 2–4             | ab 12 |
| 2000 |          | Carolus Magnus                                      | Leo Colovini                                      | Winning Moves                                                                                     | 2–4             | ab 12 |
| 2000 |          | Ohne Furcht und Adel                                | Bruno Faidutti                                    | Hans im Glück                                                                                     | 2–7             | ab 10 |
| 2001 | Gewinner | Carcassonne                                         | Klaus-Jürgen Wrede                                | Hans im Glück                                                                                     | 2–5             | ab 08 |
| 2001 |          | Das Amulett                                         | Alan R. Moon, Aaron Weissblum                     | Goldsieber                                                                                        | 3–6             | ab 12 |
| 2001 |          | Zapp Zerapp                                         | Heinz Meister, Klaus Zoch                         | Zoch                                                                                              | 2–4             | ab 07 |
| 2002 | Gewinner | Villa Paletti                                       | Bill Payne                                        | Zoch                                                                                              | 2–4             | ab 08 |
| 2002 |          | Puerto Rico                                         | Andreas Seyfarth                                  | Alea/Ravensburger                                                                                 | 2–5             | ab 12 |
| 2002 |          | Trans America                                       | Franz-Benno Delonge                               | Winning Moves Neuauflage bei Ravensburger                                                         | 2–6             | ab 08 |
| 2003 | Gewinner | Alhambra                                            | Dirk Henn                                         | Queen Games                                                                                       | 2–6             | ab 08 |
| 2003 |          | Clans                                               | Leo Colovini                                      | Winning Moves                                                                                     | 2–4             | ab 10 |
| 2003 |          | Die Dracheninsel                                    | Tom Schoeps                                       | Amigo                                                                                             | 3–5             | ab 10 |
| 2004 | Gewinner | Zug um Zug                                          | Alan R. Moon                                      | Days of Wonder                                                                                    | 2–5             | ab 08 |
| 2004 |          | Dicke Luft in der Gruft                             | Norbert Proena                                    | Zoch Neuauflage unter dem Namen Dawn under bei Topp/Lifestyle Boardgames                          | 2–4             | ab 06 |
| 2004 |          | Einfach Genial                                      | Reiner Knizia                                     | Kosmos                                                                                            | 1–4             | ab 10 |
| 2004 |          | Raja                                                | Wolfgang Kramer, Michael Kiesling                 | Phalanx                                                                                           | 2–5             | ab 10 |
| 2004 |          | Sankt Petersburg                                    | Michael Tummelhofer                               | Hans im Glück                                                                                     | 2–4             | ab 10 |
| 2005 | Gewinner | Niagara                                             | Thomas Liesching                                  | Zoch                                                                                              | 3–5             | ab 08 |
| 2005 |          | Himalaya                                            | Régis Bonnessée                                   | Tilsit                                                                                            | 3–4             | ab 12 |
| 2005 |          | In 80 Tagen um die Welt                             | Michael Rieneck                                   | Kosmos                                                                                            | 2–6             | ab 12 |
| 2005 |          | Jambo                                               | Rüdiger Dorn                                      | Kosmos                                                                                            | 2               | ab 12 |
| 2005 |          | Verflixxt!                                          | Wolfgang Kramer, Michael Kiesling                 | Ravensburger Neuauflage bei Amigo                                                                 | 2–6             | ab 08 |
| 2006 | Gewinner | Thurn und Taxis                                     | Andreas Seyfarth, Karen Seyfarth                  | Hans im Glück                                                                                     | 2–4             | ab 10 |
| 2006 |          | Aqua Romana                                         | Martin Schlegel                                   | Queen Games                                                                                       | 2–4             | ab 08 |
| 2006 |          | Blue Moon City                                      | Reiner Knizia                                     | Kosmos                                                                                            | 2–4             | ab 10 |
| 2006 |          | Just 4 Fun                                          | Jürgen P. K. Grunau                               | Kosmos                                                                                            | 2–4             | ab 10 |
| 2006 |          | Seeräuber                                           | Stefan Dorra                                      | Queen Games                                                                                       | 3–5             | ab 08 |
| 2007 | Gewinner | Zooloretto                                          | Michael Schacht                                   | Abacus                                                                                            | 3–5             | ab 08 |
| 2007 |          | Die Baumeister von Arkadia                          | Rüdiger Dorn                                      | Ravensburger                                                                                      | 2–4             | ab 10 |
| 2007 |          | Der Dieb von Bagdad                                 | Thorsten Gimmler                                  | Queen Games                                                                                       | 2–4             | ab 08 |
| 2007 |          | Jenseits von Theben                                 | Peter Prinz                                       | Queen Games                                                                                       | 2–4             | ab 08 |
| 2007 |          | Yspahan                                             | Sébastien Pauchon                                 | Ystari/Huch & Friends                                                                             | 2–4             | ab 08 |
| 2008 | Gewinner | Keltis                                              | Reiner Knizia                                     | Kosmos                                                                                            | 2–4             | ab 10 |
| 2008 |          | Blox                                                | Wolfgang Kramer, Jürgen P. K. Grunau, Hans Raggan | Ravensburger                                                                                      | 2–4             | ab 10 |
| 2008 |          | Stone Age                                           | Michael Tummelhofer                               | Hans im Glück                                                                                     | 2–4             | ab 10 |
| 2008 |          | Suleika                                             | Dominique Ehrhard                                 | Zoch                                                                                              | 2–4             | ab 08 |
| 2008 |          | Wie verhext                                         | Andreas Pelikan                                   | Alea/Ravensburger                                                                                 | 3–5             | ab 09 |
| 2009 | Gewinner | Dominion                                            | Donald X. Vaccarino                               | Hans im Glück Neuauflage bei Rio Grande                                                           | 2–4             | ab 08 |
| 2009 |          | Fauna                                               | Friedemann Friese                                 | Huch & Friends                                                                                    | 2–6             | ab 10 |
| 2009 |          | Finca                                               | Ralf zur Linde, Wolfgang Sentker                  | Hans im Glück                                                                                     | 2–4             | ab 08 |
| 2009 |          | Fits                                                | Reiner Knizia                                     | Ravensburger                                                                                      | 1–4             | ab 08 |
| 2009 |          | Pandemie                                            | Matt Leacock                                      | Pegasus Spiele Neuauflage unter dem Namen Pandemic bei Z-Man                                      | 2–4             | ab 12 |
| 2010 | Gewinner | Dixit                                               | Jean-Louis Roubira                                | Libellud                                                                                          | 3–6             | ab 08 |
| 2010 |          | Identik                                             | William P. Jacobson, Amanda A. Kohout             | Asmodée Neuauflage unter dem Namen Meisterwerke                                                   | 3–6             | ab 08 |
| 2010 |          | A la carte                                          | Karl-Heinz Schmiel                                | Moskito/Heidelberger Spieleverlag                                                                 | 3–4             | ab 08 |
| 2010 |          | Im Wandel der Zeiten – Das Würfelspiel – Bronzezeit | Matt Leacock                                      | Pegasus Spiele                                                                                    | 1–4             | ab 08 |
| 2010 |          | Fresko                                              | Marco Ruskowski, Marcel Süßelbeck                 | Queen Games                                                                                       | 2–4             | ab 10 |
| 2011 | Gewinner | Qwirkle                                             | Susan McKinley Ross                               | Schmidt                                                                                           | 2–4             | ab 08 |
| 2011 |          | Asara                                               | Wolfgang Kramer, Michael Kiesling                 | Ravensburger                                                                                      | 2–4             | ab 09 |
| 2011 |          | Die verbotene Insel                                 | Matt Leacock                                      | Schmidt                                                                                           | 2–4             | ab 10 |
| 2012 | Gewinner | Kingdom Builder                                     | Donald X. Vaccarino                               | Queen Games                                                                                       | 2–4             | ab 08 |
| 2012 |          | Eselsbrücke                                         | Stefan Dorra, Ralf zur Linde                      | Schmidt                                                                                           | 3–12            | ab 08 |
| 2012 |          | Vegas                                               | Rüdiger Dorn                                      | Alea/Ravensburger Neuauflage unter dem Namen Las Vegas                                            | 2–5             | ab 08 |
| 2013 | Gewinner | Hanabi                                              | Antoine Bauza                                     | Abacusspiele                                                                                      | 2–5             | ab 08 |
| 2013 |          | Qwixx                                               | Steffen Benndorf                                  | Nürnberger-Spielkarten-Verlag                                                                     | 2–5             | ab 08 |
| 2013 |          | Augustus                                            | Paolo Mori                                        | Hurrican Neuauflage unter dem Namen Via Magica                                                    | 2–6             | ab 08 |
| 2014 | Gewinner | Camel Up                                            | Steffen Bogen                                     | Eggertspiele/Pegasus Spiele Neuauflage bei Pretzel Games                                          | 2–8             | ab 08 |
| 2014 |          | Concept                                             | Gaëtan Beaujannot, Alain Rivollet                 | Repos Production                                                                                  | 4–16            | ab 10 |
| 2014 |          | Splendor                                            | Marc André                                        | Space Cowboys                                                                                     | 2–4             | ab 10 |
| 2015 | Gewinner | Colt Express                                        | Christophe Raimbault                              | Ludonaute                                                                                         | 2–6             | ab 10 |
| 2015 |          | Machi Koro                                          | Masao Suganuma                                    | Kosmos                                                                                            | 2–4             | ab 08 |
| 2015 |          | The Game                                            | Steffen Benndorf                                  | Nürnberger-Spielkarten-Verlag                                                                     | 1–5             | ab 08 |
| 2016 | Gewinner | Codenames                                           | Vlaada Chvátil                                    | Czech Games Edition/Heidelberger Spieleverlag                                                     | 2–8             | ab 10 |
| 2016 |          | Imhotep                                             | Phil Walker-Harding                               | Kosmos                                                                                            | 2–4             | ab 10 |
| 2016 |          | Karuba                                              | Rüdiger Dorn                                      | Haba                                                                                              | 2–4             | ab 08 |
| 2017 | Gewinner | Kingdomino                                          | Bruno Cathala                                     | Pegasus Spiele                                                                                    | 2–4             | ab 08 |
| 2017 |          | Magic Maze                                          | Kasper Lapp                                       | Pegasus Spiele/Sit down                                                                           | 2–8             | ab 08 |
| 2017 |          | Wettlauf nach El Dorado                             | Reiner Knizia                                     | Ravensburger                                                                                      | 2–4             | ab 10 |
| 2018 | Gewinner | Azul                                                | Michael Kiesling                                  | Next Move/Plan B Games                                                                            | 2–4             | ab 08 |
| 2018 |          | Luxor                                               | Rüdiger Dorn                                      | Queen Games                                                                                       | 2–8             | ab 08 |
| 2018 |          | The Mind                                            | Wolfgang Warsch                                   | Nürnberger-Spielkarten-Verlag                                                                     | 2–4             | ab 08 |
| 2019 | Gewinner | Just One                                            | Ludovic Roudy, Bruno Sautter                      | Repos Production                                                                                  | 3–7             | ab 08 |
| 2019 |          | Lama                                                | Reiner Knizia                                     | Amigo                                                                                             | 2–6             | ab 08 |
| 2019 |          | Werwörter                                           | Ted Alspach                                       | Ravensburger                                                                                      | 4–10            | ab 10 |
| 2020 | Gewinner | Pictures                                            | Daniela Stöhr, Christian Stöhr                    | PD-Verlag                                                                                         | 3–5             | ab 08 |
| 2020 |          | My City                                             | Reiner Knizia                                     | Kosmos                                                                                            | 2–4             | ab 10 |
| 2020 |          | Nova Luna                                           | Uwe Rosenberg, Corné van Moorsel                  | Edition Spielwiese/Pegasus Spiele                                                                 | 1–4             | ab 08 |
| 2021 | Gewinner | MicroMacro: Crime City                              | Johannes Sich                                     | Edition Spielwiese/Pegasus Spiele                                                                 | 1–4             | ab 10 |
| 2021 |          | Die Abenteuer des Robin Hood                        | Michael Menzel                                    | Kosmos                                                                                            | 2–4             | ab 10 |
| 2021 |          | Zombie Teenz Evolution                              | Annick Lobet                                      | Scorpion Masqué                                                                                   | 2–4             | ab 08 |
| 2022 | Gewinner | Cascadia                                            | Randy Flynn                                       | Flatout Games/AEG/Kosmos                                                                          | 1–4             | ab 10 |
| 2022 |          | Scout                                               | Kei Kajino                                        | Oink Games                                                                                        | 3–5             | ab 09 |
| 2022 |          | Top Ten                                             | Aurélien Picolet                                  | Cocktail Games                                                                                    | 4–9             | ab 12 |
| 2023 | Gewinner | Dorfromantik – Das Brettspiel                       | Lukas Zach, Michael Palm                          | Pegasus Spiele                                                                                    | 1–6             | ab 08 |
| 2023 |          | Fun Facts                                           | Kasper Lapp                                       | Repos Production                                                                                  | 4–8             | ab 08 |
| 2023 |          | Next Station: London                                | Matthew Dunstan                                   | HCM Kinzel                                                                                        | 1–4             | ab 08 |
| 2024 | Gewinner | Sky Team                                            | Luc Rémond                                        | Kosmos/Scorpion Masqué                                                                            | 2               | ab 10 |
| 2024 |          | Captain Flip                                        | Paolo Mori, Remo Conzadori                        | PlayPunk                                                                                          | 2–5             | ab 08 |
| 2024 |          | Auf den Wegen von Darwin                            | Grégory Grard, Matthieu Verdier                   | Sorry We Are French                                                                               | 2–5             | ab 08 |
| 2025 | Gewinner | Bomb Busters                                        | Hisashi Hayashi                                   | Pegasus Spiele                                                                                    | 2–5             | ab 10 |
| 2025 |          | Flip 7                                              | Eric Olsen                                        | Kosmos/The Op Games                                                                               | 3–18            | ab 08 |
| 2025 |          | Krakel Orakel                                       | 7 Bazis                                           | Topp                                                                                              | 2–8             | ab 08 |

### Kennerspiel des Jahres

Logo der Auszeichnung „Kennerspiel des Jahres“

Seit 2011 wird auch der Preis Kennerspiel des Jahres verliehen und dazu eine Nominierungsliste veröffentlicht. „Neben der Spiel des Jahres-Klientel der wenig erfahrenen Spieler gibt es mittlerweile auch eine zunehmend große Gruppe derer, die mit dem Spiel des Jahres groß geworden und über die Preisträger intensiver ins Hobby Spiel eingestiegen sind, aber weiterhin auf die Orientierung und Verlässlichkeit der Marke Spiel des Jahres bauen möchten“, begründet Udo Bartsch die Auszeichnung. Das Kennerspiel tritt an die Stelle von zuvor verliehenen Sonderpreisen mit den Bezeichnungen „komplexes Spiel“, „neue Spielwelten“ oder „plus“.

### Kinderspiel des Jahres
Seit 2001 prämiert der Spiel des Jahres e. V. für Titel, deren Mindestalter zumeist zwischen vier und sechs Jahren liegt, als Kinderspiel des Jahres. Eine Jury, die sich zurzeit aus vier Vereinsmitgliedern und vier ebenfalls stimmberechtigten Beiräten zusammensetzt, entscheidet über den Preisträger. Der Preis ist der Nachfolger des zwischen 1989 und 2000 vergebenen Sonderpreises Kinderspiel.
Die seit 2001 nominierten und ausgezeichneten Spiele sind im Hauptartikel aufgeführt, für die 2002 bis 2003 erstellte Auswahlliste siehe Kinderspiel des Jahres – Auswahlliste, für die seit 2004 jährlich veröffentlichte Empfehlungsliste siehe Kinderspiel des Jahres – Empfehlungsliste.

### Sonderpreise
Sonderpreis Schönes Spiel
- 1979: Seti (Bütehorn)

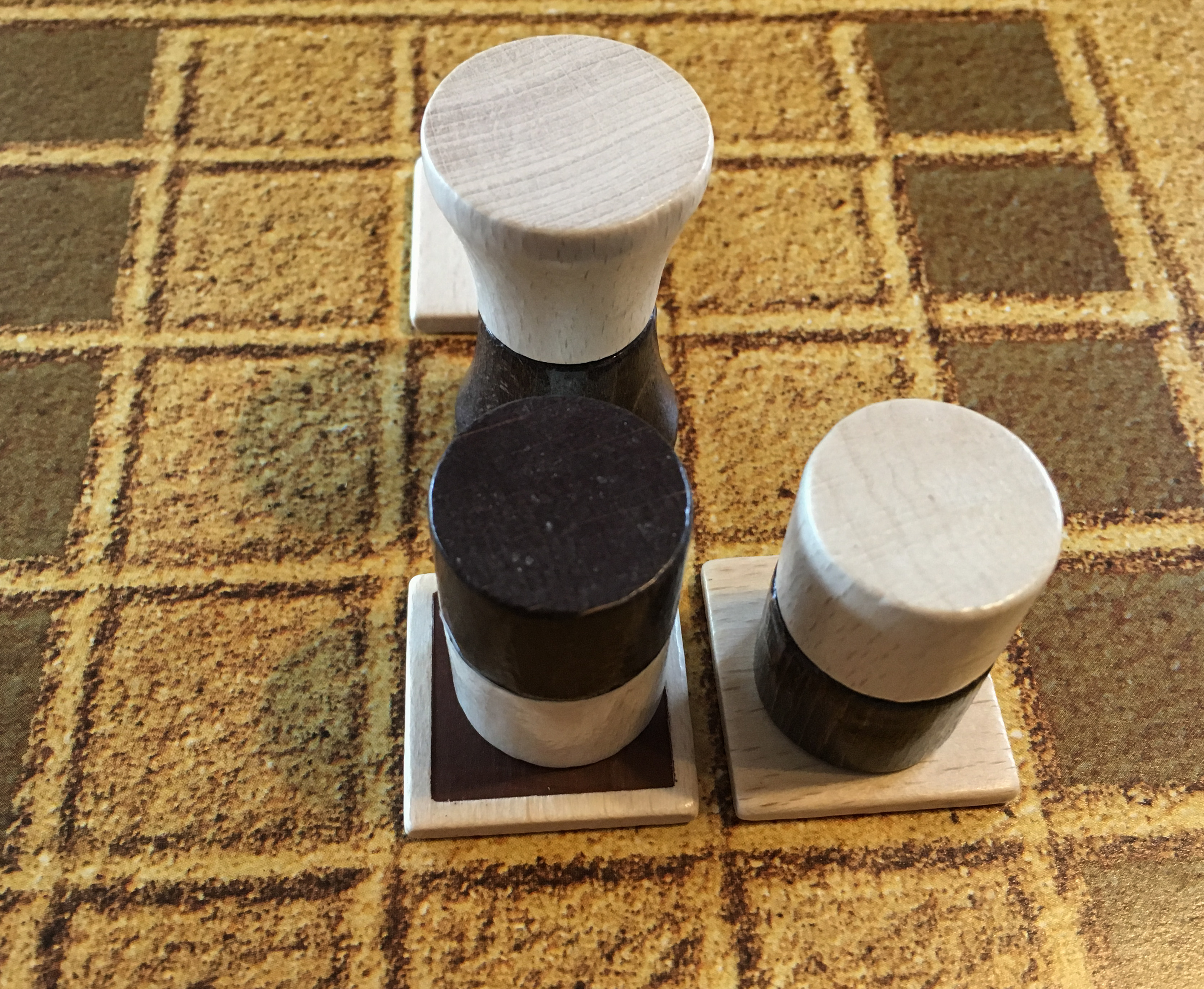
Seti, Sonderpreis Schönes Spiel 1979

- 1980: Das Spiel (Reinhold Wittig/Edition Perlhuhn, Neuauflage bei Abacus)
- 1981: Ra (Marco Donadoni/Intelli)
- 1982: Skript (Henri Sala/Jumbo)
- 1983: Wir füttern die kleinen Nilpferde (Reinhold Wittig/Edition Perlhuhn)
- 1984: Uisge (Reinhold Siegers/Hexagames)
- 1985: Die drei Magier (Johann Rüttinger/Noris)
- 1986: Müller & Sohn (Reinhold Wittig/Franckh-Kosmos)
- 1987: Tatort Nachtexpress (Jeff Smets/Jumbo)
- 1988: Inkognito (Alex Randolph/Leo Colovini/MB, Neuauflage bei Piatnik)
- 1989: Henne Berta (Geni Wyss/Haba)
- 1990: Lifestyle (Ravensburger)
- 1991: Das Labyrinth der Meister (Max J. Kobbert/Ravensburger)
- 1993: Kula Kula (Reinhold Wittig/Blatz)
- 1994: Doctor Faust (Reinhold Wittig/Blatz)
- 1995: Tri-Ba-Lance (Michael Sohre/Theta, Neuauflage bei Goliath)
- 1996: Venice Connection (Alex Randolph/Drei Magier Spiele)
- 1997: Aztec (Niek Neuwahl/Zoch)

Sonderpreis Bestes Solitärspiel

Rubik’s Cube mit teilweise gedrehter Seite

- 1980: Rubik’s Cube (Ernő Rubik/Arxon, Neuauflage bei Jumbo)

Sonderpreis Kooperatives Familienspiel
- 1988: Sauerbaum (Johannes Tranelis/Herder)

Sonderpreis Kinderspiel

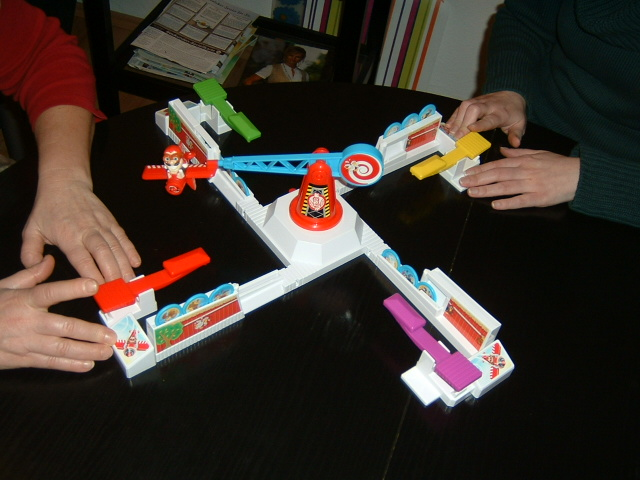
Looping Louie, Sonderpreis Kinderspiel 1994

- 1989: Gute Freunde (Alex Randolph/Selecta, Neuauflage bei Drei Magier Spiele)
- 1990: Das Geisterschloss (Virginia Charves/F.X. Schmid)
- 1991: Corsaro (Wolfgang Kramer/Herder, Neuauflage als Piraten-Abenteuer bei Amigo)
- 1992: Schweinsgalopp (Heinz Meister/Ravensburger, Neuauflage bei Abacus)
- 1993: Ringel Rangel (Geni Wyss/Haba)
- 1994: Looping Louie (Carol Wiseley u. a./MB)
- 1995: Karambolage (Heinz Meister/Haba)
- 1996: Vier zu mir! (Heike Baum/ASS, Neuauflage bei Schmidt)
- 1997: Leinen los! (Alex Randolph/Haba)
- 1998: Zicke Zacke Hühnerkacke (Klaus Zoch/Zoch)
- 1999: Kayanak (Peter-Paul Joopen/Haba)
- 2000: Arbos (Martin Arnold/Armin Müller/M+A)
- 2023: Unlock! Kids: Detektivgeschichten – Auf dem Bauernhof · Die Burg von McUnlock · Chaos im Park  (Cyril Demaegd/Marie Fort/Wilfried Fort/Space Cow)

Sonderpreis Puzzle
- 1995: 3D Krimi-Puzzle (MB)

Sonderpreis Geschicklichkeitsspiel
- 1996: Carabande (Jean du Poël/Goldsieber)
- 1997: Husarengolf (Torsten Marold/Abacus)

Sonderpreis Geschichte im Spiel 
- 2001: Troia (Thomas Fackler/Zeitstein Spiele)

Sonderpreis Literatur im Spiel
- 2001: Der Herr der Ringe (Reiner Knizia/Kosmos)

Sonderpreis Fantastisches Spiel
- 2006: Schatten über Camelot (Serge Laget/Bruno Cathala/Days of Wonder)

Sonderpreis Komplexes Spiel

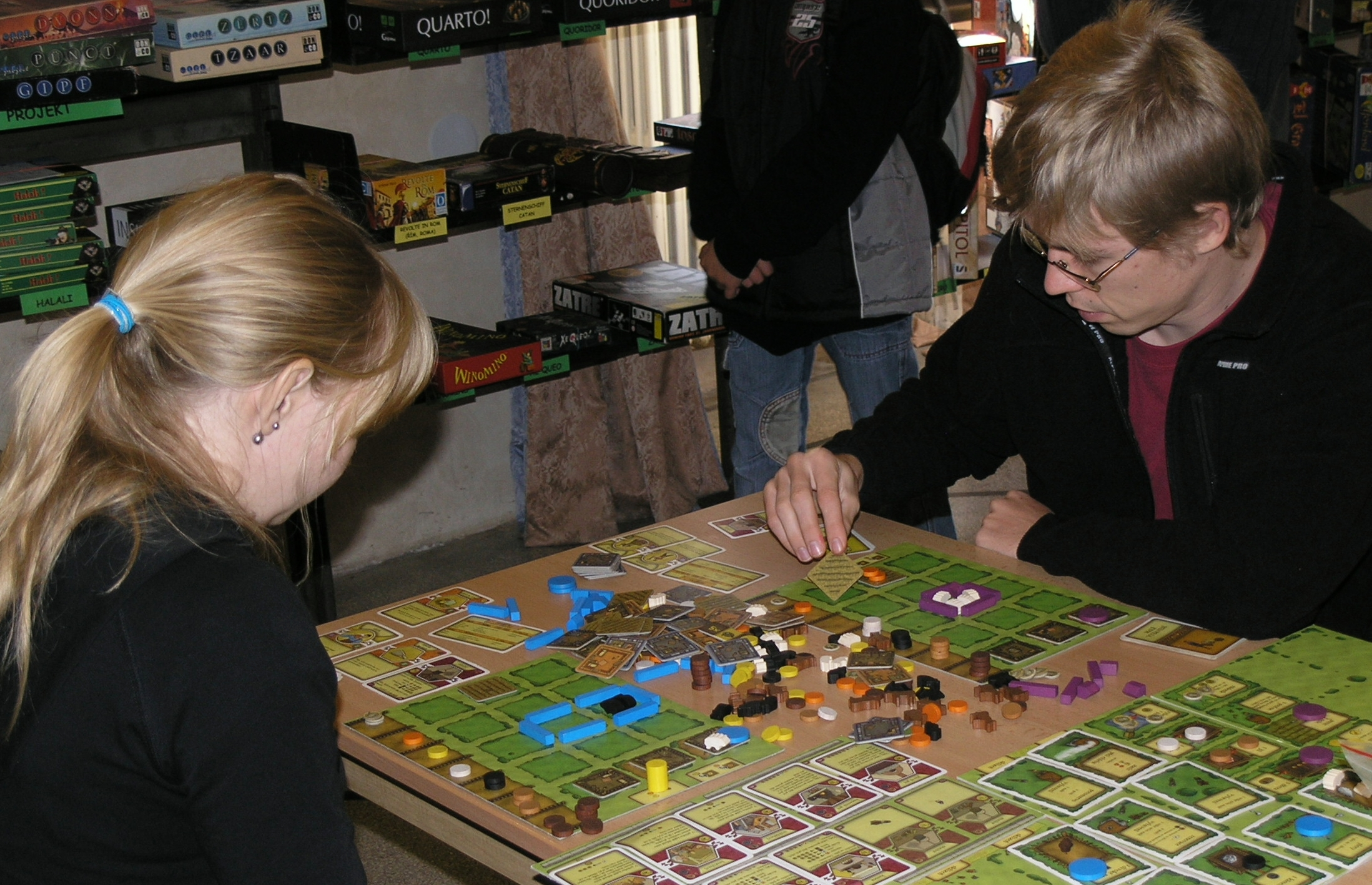
Agricola, Sonderpreis Komplexes Spiel 2008

- 2006: Caylus (William Attia/Ystari/Huch & Friends)
- 2008: Agricola (Uwe Rosenberg/Lookout)

Sonderpreis Partyspiel
- 2009: Gift Trap (Nick Kellet/Heidelberger Spieleverlag)

Sonderpreis Neue Spielwelten
- 2009: Space Alert (Vlaada Chvátil/Czech Games Edition)

Sonderpreis Spiel des Jahres plus
- 2010: Die Tore der Welt (Michael Rieneck/Stefan Stadler/Kosmos)

Sonderpreis Kennerspiel
- 2018: Pandemic Legacy – Season 2 (Matt Leacock/Rob Daviau/Z-Man)
- 2023: Unlock! Game Adventures – Zug um Zug · Mysterium · Pandemic (Cyril Demaegd/Space Cowboys)

## Andere Spielepreise im deutschen Sprachraum
Neben dem Spiel des Jahres gibt es diverse andere Spielauszeichnungen im deutschsprachigen Raum. Am längsten existieren der seit 1990 vergebene Deutsche Spielepreis, der auf einer breit angelegten Fachpublikums-Abstimmung beruht, und die seit 2001 vergebene Spiel der Spiele-Auszeichnung für Titel, die auf dem österreichischen Markt erhältlich sind. In der Schweiz wurde zwischen 2002 und 2007 der Schweizer Spielepreis, von den ansässigen Ludotheken vergeben und seit 2010 der Swiss Gamers Award.
Der À-la-carte-Kartenspielpreis der Zeitschrift Fairplay für das beste Kartenspiel des Jahres wird seit 1991 vergeben. Von 1981 bis 2016 wurde zudem von der Stadt Essen die Essener Feder für die beste Spielregel eines Jahres von einer Expertenjury bestimmt und seit 1990 im Rahmen des Deutschen Spielepreises vergeben. Seit 2015 zeichnet der Ali Baba Spieleclub e. V. Zwei-Personen-Spiele des Vorjahres, die sich zuvor beworben haben, mit dem DuAli aus.